# 飲料大作戰
《飲料大作戰》是由高雄中學、高雄女中校友發起製作之短片，透過網路募資、徵選演員，並透過全台校園巡迴放映。《飲料大作戰》曾入圍第38屆金穗獎學生組劇情類、並曾獲得多項學生短片獎項。

## 緣起
「飲料日」，是高雄中學和高雄女中的學生，可以互相贈送飲料給對方的節日，2011年因為高雄市教育局的「禁放溫書假」政策曾面臨被迫停辦的危機，但2013年便恢復辦理。
製作團隊希望透過微電影創作，保存雄中雄女校友對「飲料日」的回憶。拍攝計畫自2014年啟動，2015年2月正式拍攝，5月首映。2017年正式在網路上架。

## 榮譽
- 入選第五屆 Annual Las Vegas Galaxy Film Awards（英语：Annual Las Vegas Galaxy Film Awards）
- 入圍 洛杉磯獨立影展 LAIFF Awards（英语：LAIFF Awards） 學生最佳喜劇獎
- 入圍 第38屆金穗獎學生組劇情類
- The IndieFEST Film Awards（英语：The IndieFEST Film Awards） 學生最佳短片獎
- The Accolade Global Film Competition（英语：The Accolade Global Film Competition） 學生最佳短片獎
- 第30屆 Fort Lauderdale International Film Festival（英语：Fort Lauderdale International Film Festival） 學生短片銀獎
- 2015年 青春有影－大學盃年度百大精選 行銷組 銅獎

## 外部連結
- 《飲料大作戰》官方網站